# Lionel Davidson
Lionel Davidson (Hull, Yorkshire, 31 de marzo de 1922-Londres, 21 de octubre de 2009) fue un escritor británico, especializado en novela de espías y thrillers de aventuras. También fue autor de narrativa juvenil e infantil bajo el pseudónimo de David Line y guionista.
Por tres de sus obras consiguió sendos premios Gold Dagger, y en 2001 recibió el premio Cartier Diamond Dagger a su trayectoria literaria por contribuir significativamente a la ficción criminal en lengua inglesa.
Fue calificado por Graham Greene como "el primer narrador contemporáneo que recuperó las grandes aventuras de Rider Haggard", y Rebecca West dijo una vez de él que era "un joven Kipling".

## Biografía
Fue el menor de los nueve hijos de un pobre sastre judío de origen polaco (su apellido real era Davidowitz), militante sindicalista refugiado en Hull, donde conoció a la madre de Davidson, una lituana de Vilnius. Su padre murió cuando el niño contaba dos años, y a la edad de seis, Davidson se trasladó con su familia a Londres. Enseñó a su madre a leer y escribir con una copia maltratada de gran formato de Adiós, Mr. Chips.
Abandonó la escuela con 14 años y trabajó como "chico de los recados" en The Spectator donde publicó su primer cuento, The Ferry, cuando tenía 15 años. A los diecisiete ya redactaba artículos y cuentos de hadas para niños con pseudónimo para una agencia.
Durante la II Guerra Mundial trabajó como telegrafista del servicio submarino de la Royal Navy en el Pacífico (afirmaba haber sido uno de los dos únicos judíos en submarinos), una experiencia que pudo haberle dado el elevado sentido de claustrofobia que a veces sabe transmitir.
Tras la guerra se unió a la agencia de prensa Keystone en Fleet Street, principalmente de fotógrafos, aprendiendo por su cuenta cómo usar profesionalmente una cámara. Así fue como marchó como fotoperiodista freelance a Checoslovaquia en 1947, infiltrándose metido dentro de un camión de trabajadores a través de la frontera húngara.
En 1955 fue el editor de ficción de John Bull, una revista popular que publicaba un serial y dos historias cortas en cada número semanal. Las historias tenían que adherirse a una fórmula estricta: dos puntos culminantes seguidos de una resolución, lo que ayudó a Davidson a aprender mucho sobre el arte y las reglas del entretenimiento puro.
En 1960 publicó su primera novela, La noche de Wenceslao, inspirada en su experiencia en Checoslovaquia. Cuenta la historia del joven Nicolas Whistler, un torpe empresario londinense de 24 años, cuyo viaje de negocios a Praga sale horriblemente mal al complicarse en una oscura trama. Fue premiada por el Authors' Club como mejor primera novela del año y por el Crime Writers' Association con el premio de suspense "Gold Dagger" (en español: Daga de oro). Incluso se ganó el honor de ser reimpresa por Penguin.
Para su segunda novela, La Rosa del Tibet (The Rose of Tibet, 1962), ambientada durante la ocupación china de ese país, tuvo sin embargo que recurrir a experiencias indirectas y se documentó leyendo sobre la materia; por eso la consideró una decepción, aunque hizo a Graham Greene comentar: "No me había dado cuenta de cuánto me había perdido al no leer una verdadera historia de aventuras hasta que leí La rosa del Tibet".
Un largo camino a Shiloh (A Long Way to Shiloh, 1966), su tercera novela, puso fin a cualquier duda sobre sus portentosas capacidades narrativas. Ocupó la parte alta en las listas de ventas, le hizo ganar su segunda Gold Dagger y transformó profundamente su vida personal. Davidson había perdido a 37 familiares en Auschwitz y estaba cada vez más involucrado en su herencia judía; visitó Israel con su primera esposa, Fay Jacobs y sus dos hijos, y estableció su hogar allí, en Jaffa, en 1968, durante una década. Profetizó que, si Israel sobrevivía, no influiría en África y Asia, sino que las lideraría. De ahora en adelante, aunque su pluma cubriera las siniestras circunvoluciones de la ciencia y de la inteligencia en muchos entornos, su corazón estaría ya siempre en Israel y todos sus libros siguientes aluden al tema o lo tratan.
Making Good Again (1968) fue un thriller de espías sobre la fortuna perdida de un banquero judío (Davidson se opuso a la cuestión de las reparaciones alemanas por el Holocausto y durante años se negó a vender los derechos de traducción de sus libros en Alemania).
Smith's Gazelle (1971) es una fábula conmovedora en el contexto de la Guerra de los Seis Días: un joven israelí y un viejo pastor palestino trabajan juntos para salvar de la extinción a la gacela epónima.
The Sun Chemist (1976) fue otra novela de aventuras, esta vez sobre una fórmula química perdida en los papeles extraviados de Jaim Weizmann, primer presidente de Israel. Davidson recibió otro premio por esta obra, pero, habiendo quizá agotado el venero de inspiración sobre su propia identidad judaica, regresó a Londres en 1978.
Ganó una tercera Daga de Oro con Los asesinos de Chelsea (The Chelsea Murders, 1978), que fue adaptada para televisión en 1981, pero no produjo ya otros thrillers hasta dieciséis años después con Bajo los montes de Kolima (Kolymsky Heights, 1994).
En total, Davidson escribió ocho novelas para adultos, todas las cuales fueron recientemente reeditadas por Faber y Faber, así como varias novelas para jóvenes, como Run for Your Life (1975), en la que dos chicos escuchan un complot de asesinato y tratan de impedirlo. En 2001, su trayectoria novelística fue galardonada por la Crime Writers’ Association con el premio Daga de diamante de Cartier, por hacer "una contribución significativa a la ficción criminal publicada en inglés".
Lionel Davidson se casó en 1949 con Fay Jacobs, madre de sus dos hijos: Philip y Nick. Tras enviudar en 1988, se casó al año siguiente con Frances Ullman. En 2009, falleció en Londres con ochenta y siete años tras una larga enfermedad.

## Narrativa
Sus historias, a menudo improbables, se vuelven sin embargo absolutamente plausibles a causa del hiperrealismo que utiliza en sus descripciones y la implacable relojería con que desarrolla sus tramas, que la acercan con inusual amenidad al lector. Prácticamente, todo lo que Davidson escribió, incluso La rosa del Tibet (1962), que escribió sin ir al Tíbet y afirmó que odiaba, poseía ese inconfundible aire de realidad. Un arte de tal calidad hizo a Davidson particularmente apreciado por los lectores más exigentes.

## Obras

### Novelas para adultos
- The Night of Wenceslas, (Gold Dagger Award), 1960
- The Rose of Tibet, 1962
- A Long Way to Shiloh (en EE. UU. The Menorah Men) (Gold Dagger Award), 1966
- Making Good Again,  1968
- Smith's Gazelle, 1971
- The Sun Chemist, 1976
- The Chelsea Murders, (en EE. UU. Murder Games) (Gold Dagger Award), 1978
- Kolymsky Heights (en español Bajo los montes de Kolima), 1994

### Novelas para jóvenes
- Soldier and Me (en Gran Bretaña Run for Your Life), 1965, adaptada a televisión con el mismo título, en español Soldado y yo (David Line)
- Mike and Me, 1974 (David Line)
- Under Plum Lake, 1980 (Lionel Davidson)
- Screaming High, 1985 (David Line)

### Historias cortas
- Note to Survivors, publicada primero en Alfred Hitchcock's Mystery Magazine, mayo de 1958
- Where am I Going? Nowhere!, publicada primero en Suspense (Londres), febrero de 1961
- Indian Rope Trick, publicada primero en Winter’s Crimes 13, London: Macmillan 1981; reimpresa en Mysterious Pleasures London: Little, Brown 2003
- I Do Dwell - publicada primero en Winter's Crimes 16, London: Macmillan 1984
- Tuesday's Child - publicada primero en The Verdict of Us All, Crippen & Landru 2006

## Cine y televisión
Davidson también hizo incursiones en el mundo del cine, aunque no de manera muy satisfactoria.
Hal Wallis, antiguo productor de Hollywood, compró los derechos cinematográficos de La noche de Wenceslao, y se los vendió a la productora británica Betty Box, quien (con el guion de Davidson adaptado hacia un humor insípido) realizó una sosa comedia, burda parodia de las películas de James Bond. Hot Enough for June (1964) estuvo protagonizada por Dirk Bogarde en su papel principal.
En 1972 participó en el guion del drama Big Truck and Sister Clare, dirigido por Robert Ellis Miller y con Peter Ustinov como principal protagonista.
En 1981, producido por Thames Television, se emitió en la serie Armchair Thrillers un capítulo de dos horas basado en su obra The Chelsea Murders con este mismo título.
Davidson escribió guiones para muchos otros productores, llegando a ganar 20.000 libras anuales, aunque siempre abjuró de este oficio. Llegó a declarar que "prefería ser peón caminero". Muchas de sus contribuciones guionísticas no están acreditadas.